# Deinhardsmühle
Deinhardsmühle ist ein Gemeindeteil der Stadt Stadtsteinach im Landkreis Kulmbach (Oberfranken, Bayern). Deinhardsmühle liegt in der Gemarkung Stadtsteinach.

## Geografie
Die Einöde liegt an der Unteren Steinach und ist im Westen wie im Osten von den Stadtsteinacher Neubausiedlungen umgeben. Im Süden befinden sich Freizeitsportanlagen.

## Geschichte
Deinhardsmühle – auch Schneidmühle genannt – gehörte zu Stadtsteinach. Das Hochgericht übte das bambergische Centamt Stadtsteinach aus. Der Bürgermeister und Rat zu Stadtsteinach war Grundherr der Sägmühle. Der sehr gering ausfallende Hofstättenzins ging an das Kastenamt Stadtsteinach.
Mit dem Gemeindeedikt wurde Deinhardsmühle dem 1808 gebildeten Steuerdistrikt Stadtsteinach und der 1811 gebildeten Ruralgemeinde Stadtsteinach zugewiesen. Die ursprüngliche Mühle ist abgebrannt. An ihrer Stelle steht heute ein Wohnhaus.

## Einwohnerentwicklung
| Jahr      | 001861 | 001871 | 001885 | 001900 | 001925 | 001950 | 001961 | 001970 | 001987 |
| Einwohner | 7      | 3      | 5      | 6      | 9      | 20     | 19     | 12     | *      |
| Häuser    |        |        | 1      | 1      | 1      | 3      | 2      |        | *      |
| Quelle    | [ 10 ] | [ 11 ] | [ 12 ] | [ 13 ] | [ 14 ] | [ 15 ] | [ 16 ] | [ 17 ] | [ 18 ] |

## Religion
Deinhardsmühle ist katholisch geprägt und nach St. Michael (Stadtsteinach) gepfarrt.